# Кавамата Кенго
Кенго Кавамата (яп. 川又堅碁, нар. 14 жовтня 1989, Префектура Ехіме) — японський футболіст, нападник клубу «Джубіло Івата».
Виступав, зокрема, за клуб «Альбірекс Ніїгата», а також національну збірну Японії.

## Клубна кар'єра
Народився 14 жовтня 1989 року в префектурф Ехіме. Під час навчання в Вищій школі Комацу грав за клуб «Ехіме» з другого дивізіону, взявши участь лише у 2 матчах чемпіонату.
Після завершення школи став гравцем клубу «Альбірекс Ніїгата», до складу якого приєднався 2008 року. Відіграв за команду з Ніїгати шість сезонів своєї ігрової кар'єри. Найкращим сезоном для Кенго став сезон 2013 року, в якому він забив 23 голи в 32 матчах Джей-ліги, ставши другим бомбардиром чемпіонату. Ще до того Кавамата ненадовго здавався в нижчоліговий бразильський «Катандувенсе» та клуб другої Джей-ліги «Фаджіано Окаяма».
З початку 2014 року грав за клуб «Нагоя Грампус», де провів три повних сезони.
До складу клубу «Джубіло Івата» приєднався перед початком сезону 2017 року. .

## Виступи за збірну
27 березня 2015 року дебютував в офіційних матчах у складі національної збірної Японії в товариській грі проти збірної Тунісу. Влітку того ж року був учасником Кубка Східної Азії 2015 року, де японці зайняли четверте місце.
Наразі провів у формі головної команди країни 5 матчів, забивши 1 гол.
| Дата       | Місто | Господарі      | Результат | Гості          | Турнір                  | Голи | Примітки |
| ---------- | ----- | -------------- | --------- | -------------- | ----------------------- | ---- | -------- |
| 27-03-2015 | Ойта  | Японія         | 2 – 0     | Туніс          | товариський матч        | -    | 72'      |
| 31-03-2015 | Токіо | Японія         | 5 – 1     | Узбекистан     | товариський матч        | 1    | 83'      |
| 02-08-2015 | Ухань | Північна Корея | 2 – 1     | Японія         | Кубок Східної Азії 2015 | -    | 72'      |
| 05-08-2015 | Ухань | Японія         | 1 – 1     | Південна Корея | Кубок Східної Азії 2015 | -    | 88'      |
| 09-08-2015 | Ухань | КНР            | 1 – 1     | Японія         | Кубок Східної Азії 2015 | -    | 61'      |
| Усього     |       | Матчів         | 5         |                | Голів                   | 1    |          |